# Daniela Schenk
Daniela Schenk (* 13. November 1964 in Bern) ist eine Schweizer Schriftstellerin; sie hat als Buchhändlerin, im Service, als Texterin, Redaktionsassistentin, Organisatorin einer Theatergruppe und DJ gearbeitet. Heute ist sie Lehrerin, PR-Redakteurin und Autorin.

## Werdegang
Daniela Schenk liess sich nach dem Wirtschaftsgymnasium zur «astrologisch-psychologischen Beraterin» ausbilden. Sie arbeitete in einer genossenschaftlichen Kneipe und als Nachtwache, kehrte der Esoterik den Rücken zu, engagierte sich in der Frauenarbeitsgruppe des Kulturzentrums Reitschule, wo sie Veranstaltungen für den Frauenraum organisierte. Sie studierte an der Universität Fribourg Journalismus. Nach einer einjährigen krankheitsbedingten Pause begann sie in einer Berner Buchhandlung zu arbeiten. Mittlerweile unterrichtet sie an einer Buchhandelsschule, EFZ&EBA-Klassen und an der Grundschule.
Ihre Versuche, gehobene Literatur zu schreiben, scheiterten, da sie regelmässig – wie sie selber sagt – beim Durchlesen ihrer Texte einschlief. Sie kam zu der Erkenntnis, dass es zweckdienlicher ist, so zu schreiben, wie ihr der Schnabel gewachsen ist. Sie begann von neuem, und Julia & Satine nahm Formen an. Nach dem Erfolg des ersten Buches erschienen: O wüsste sie, dass sie es ist! (2006), Wir 4ever (2008), Diejenige welche (2009), Brennnesseljahre (2014), Das Leben ist ein Witz (2015, E-Book), Knarrenfrauen (April 2016), Alpenfrauen (2017) und Mein Herz ist wie das Meer (2020).

## Veröffentlichungen
- Julia und Satine. U. Helmer Verlag, 2004, ISBN 978-3897411531
- O wüsste sie, dass sie es ist. U. Helmer Verlag, 2006, ISBN 978-3897412101
- Wir 4ever. U. Helmer Verlag, 2008, ISBN 978-3897412583
- Diejenige welche. U. Helmer Verlag, 2009, ISBN 978-3897412903
- Brennnesseljahre. U. Helmer Verlag, 2014, ISBN 978-3897413603
- Das Leben ist ein Witz. Geschichten und Kolumnen über charmante Unmöglichkeiten, E-Book, 2015
- Knarrenfrauen. Crimina, U. Helmer Verlag, 2016, ISBN 9783897413801
- Alpenfrauen. Crimina. U. Helmer Verlag, 2017, ISBN 978-3897414006
- Mein Herz ist wie das Meer. Krug und Schadenberg, 2020, ISBN 978-3959170192